# 가와무라 다카히로
가와무라 다카히로(일본어: 河村 崇大, 1979년 10월 4일 ~ )는 일본의 전 축구 선수이다.

## 구단 경력
과거 주빌로 이와타, 리버 플레이트, 세레소 오사카, 가와사키 프론탈레, 도쿄 베르디에서 활동하였다.